# Зоргерс, Яна
Яна Зоргерс (нем. Jana Sorgers; род. 4 августа 1967, Нойбранденбург), в замужестве Зоргерс-Рау (нем. Sorgers-Rau) — немецкая гребчиха, выступавшая за сборные ГДР и объединённой Германии по академической гребле в период 1986—1996 годов. Двукратная олимпийская чемпионка, семикратная чемпионка мира, победительница многих регат национального и международного значения.

## Биография
Яна Зоргерс родилась 4 августа 1967 года в городе Нойбранденбург, ГДР. Проходила подготовку в Потсдаме и Берлине в местных спортивных клубах «Динамо».
Впервые заявила о себе в гребле в 1984 году, выиграв золотую медаль в рулевых парных четвёрках на юниорском чемпионате мира в Йёнчёпинге. Год спустя на аналогичных соревнованиях в Бранденбурге была лучшей в парных двойках.
Первого серьёзного успеха на взрослом международном уровне добилась в сезоне 1986 года, когда вошла в основной состав восточногерманской национальной сборной и побывала на чемпионате мира в Ноттингеме, откуда привезла награду золотого достоинства, выигранную в зачёте парных четвёрок.
В 1987 году на мировом первенстве в Копенгагене вновь одержала победу в той же дисциплине.
Благодаря череде удачных выступлений удостоилась права защищать честь страны на летних Олимпийских играх 1988 года в Сеуле — в женских парных четвёрках совместно с Керстин Фёрстер, Кристиной Мундт и Беате Шрамм пришла к финишу первой и завоевала тем самым золотую олимпийскую медаль. За это выдающееся достижение по итогам сезона была награждена орденом «За заслуги перед Отечеством» в золоте.
В 1989 году в парных двойках одержала победу на чемпионате мира в Бледе.
На мировом первенстве 1990 года в Тасмании победила в программе парных четвёрок.
После объединения ГДР и ФРГ Зоргерс вошла в основной состав национальной сборной Германии и продолжила принимать участие в крупнейших международных регатах. Так, в 1991 году она отметилась победой в четвёрках на мировом первенстве в Вене.
В декабре 1993 года получила высшую спортивную награду Германии «Серебряный лавровый лист».
Сделав достаточно длительный перерыв, в сезоне 1994 года вернулась в основной состав немецкой сборной и в четвёрках выиграла золотую медаль на чемпионате мира в Индианаполисе.
В 1995 году отметилась победой в четвёрках на мировом первенстве в Тампере, став таким образом семикратной чемпионкой мира по академической гребле.
На Олимпийских играх 1996 года в Атланте в составе экипажа, куда также вошли гребчихи Катрин Ручов, Керстин Кёппен и Катрин Борон, вновь заняла первое место в женских парных четвёрках, добавив в послужной список второе олимпийское золото.
После завершения спортивной карьеры в 1997 году Международной федерацией гребного спорта была награждена Медалью Томаса Келлера.
Впоследствии вышла замуж за немецкого гребца Оливера Рау и переехала на постоянное жительство в Бремен. В браке родила двоих дочерей. Ныне проживает во Франкфурте.